# Гамејлијел (Кентаки)
Гамејлијел (енгл. Gamaliel) град је у америчкој савезној држави Кентаки.

## Демографија
По попису из 2010. године број становника је 376, што је 63 (-14,4%) становника мање него 2000. године.
| Група             | 2000.       | 2010.       |
| Белци             | 429 (97,7%) | 343 (91,2%) |
| Афроамериканци    | 0 (0,0%)    | 5 (1,3%)    |
| Азијати           | 0 (0,0%)    | 0 (0,0%)    |
| Хиспаноамериканци | 7 (1,6%)    | 26 (6,9%)   |
| Укупно            | 439         | 376         |